# 竹添昇
竹添 昇（たけぞえ のぼる、1948年11月25日）は、日本の実業家。元日本ハム代表取締役社長。

## 人物・経歴
神戸市立垂水東中学校を経て、兵庫県立長田高等学校卒業後、予備校で1年間の大学受験浪人生活を送ったのち、1972年鳥取大学農学部農芸化学科卒業。大学卒業後は研究室の教授の勧めで日本ハムに入社。研究部門を希望したがルート営業に配属される。その後経営企画に転じ、2002年の牛肉偽装事件では対策本部を立ち上げて会社再生の責任者を務めた。
2012年から日本ハム代表取締役社長を務め、日本での工場への投資や、トルコでの養鶏大手・Ege-Tav社の買収を行うなどの海外事業拡大を進めた。またROE経営を宣言し株価を3倍に上げることにも成功。2015年に社長を退任後は、慣例の会長には就かず顧問に退いた。

## 脚註
1. 1 2 3 4  Face To Face No.69「挫折と挑戦」神撫会東京支部
2. ↑  「OG・OBの活躍 」鳥取大学
3. ↑  「日本ハム株式会社、トルコEge-Tav Ege Tarim Hayvancilik Yatirim Ticaret ve Sanayi Anonim iirketi社の 株式の取得（子会社化）に関するお知らせ」日経バイオテク(2014.12.15 10:23)
4. ↑  日本ハム社長に末沢氏 日本経済新聞2015/2/13付